# Ishikari (rzeka)
Ishikari (jap. 石狩川 Ishikari-gawa) – rzeka w Japonii w zachodniej części Hokkaido. Trzecia pod względem długości (268 km) rzeka Japonii, najdłuższa na Hokkaido.
Wpada do zatoki Ishikari (także nazwa: zatoka Otaru), u jej ujścia znajduje się miasto Ishikari.